# IPhone SE (2. generace)
Druhá generace iPhone SE (nebo iPhone SE 2, iPhone SE 2020) je chytrý mobilní telefon, který navrhla a vyvinula americká společnost Apple. Představen byl 15. dubna 2020 prostřednictvím webových stránek společnosti. Jedná se o nástupce modelu první generace iPhonu SE a iPhonu 8, přičemž se jedná o 13. generaci v řadě iPhonů společně s modely iPhone 11 a iPhone 11 Pro a Pro Max.

## Historie
O nástupci mobilu první generace z řady SE z roku 2016 se spekulovalo už v roce 2017, pouze rok po jeho představení.
V březnu 2020 bylo odesláno několik obalů do některých amerických obchodních řetězců, které měly stejné rozměry, jako iPhone 8, včetně jeho fotoaparátového modulu u standardního modelu. Na stránkách společnosti Apple se poté objevila ochranná skla značky Belkin pro iPhony 6, 6s, 7 a 8, která měla v názvu právě iPhone SE. Po několika hodinách však názvu „SE“ zmizelo.
15. dubna 2020 byla v oficiální tiskové zprávě na webových stránkách společnosti Apple oznámena druhá generace iPhone SE, přičemž na trh byl celosvětově uveden 24. dubna 2020.
Prodej druhé generace iPhonu SE byl ukončena 8. března 2022 po oznámení jeho nástupce, třetí generace iPhonu SE.

## Specifikace

### Hardware
iPhone SE druhé generace používá systém na čipu Apple A13, vyrobený 7nm výrobním procesem, s pohybovým koprocesorem M13 a neuronovým enginem třetí generace. Je k dispozici ve třech variantách úložiště – 64, 128 a 256 GB, přičemž všechny mají 3 GB LPDDR4X RAM paměť. Odolnost proti vodě má hodnocení IP67. Na rozdíl od první generace iPhonu SE nemá iPhone SE druhé generace 3,5mm stereo sluchátkový konektor.

#### Displej
iPhone SE má stejný HD Retina displej jako iPhone 8. Displej má rozlišení 1334 × 750 pixelů, stejně jako předchozí 4,7palcové (120mm) iPhony. Hustota pixelů je 326 PPI. Funkce 3D Touch pro snímání tlaku, která se nacházela na iPhonu 8, byla u iPhonu SE druhé generace nahrazena funkcí Haptic Touch, která zpočátku nefungovala pro oznámení, ale později byla opravena v updatu iOS 14.

#### Fotoaparát
iPhone SE má zadní 12Mpix fotoaparát s jednou čočkou, podobný jednočočkovému kamerovému systému iPhonu 8, schopný nahrávat 4K video při 24, 25, 30 nebo 60 fps, 1080p HD video při 25, 30 nebo 60 fps nebo 720p HD video při 30 fps. Zadní fotoaparát má clonu ƒ/1,8, automatické ostření, optickou stabilizaci obrazu a čtyři LED True Tone blesky. Telefon také dokáže pořizovat panoramata až do rozlišení 63 Mpix a fotografovat v režimu sérií. Přední kamera je 7Mpix s clonou f/2,2 a automatickým ostřením, schopná natáčet 1080p HD video při 30 fps.
Nový procesor obrazového signálu a neural engine SE podporují několik funkcí fotoaparátu, které nejsou podporovány na iPhonu 8. Stejně jako u 11 a 11 Pro, i zadní fotoaparát podporuje Smart HDR nové generace. Zadní kamera také podporuje video s rozšířeným dynamickým rozsahem až 30 fps, stereo záznam a stabilizaci videa. Přední i zadní fotoaparát iPhonu SE podporuje režim Portrét a Portrétní osvětlení. Používání staršího hardwaru senzoru má však i omezení – iPhone SE nepodporuje režim Night Mode, Deep Fusion a Cinematic.

## Design
Druhá generace iPhonu SE designově vychází z iPhonu 8, ze kterého si vzal skoro celé tělo, celou přední obrazovku a modul fotoaparátu. Z iPhonu 11 si vzal skleněná záda s logem uprostřed. Na přední straně se nachází široké rámečky nad a pod displejem. Na spodní straně telefonu se také nachází domovské tlačítko s integrovanou funkcí Touch ID. Druhá generace má stejné rozměry jako iPhone 7 a iPhone 8. iPhone SE 2 je k dispozici ve třech barevných variantách – v bílé, černé a červené, pod označením Product Red.
| Barva | Název                 |
| ----- | --------------------- |
|       | Černá                 |
|       | Bílá                  |
|       | Červená (Product Red) |